# Rax
Le Rax est une montagne des Alpes, culminant à 2 007 m d'altitude au Heukuppe dans le land de Styrie, en Autriche. Le plus haut sommet de cette montagne en Basse-Autriche est le Scheibwaldhöhe.
Le Schneeberg se situe 13 kilomètres au nord-est. La montagne se situe à environ 85 kilomètres au sud-ouest de Vienne, 60 kilomètres au sud de Sankt-Pöllten et à 12 kilomètres au nord de Semmering. Elle s'étire sur environ 13 kilomètres en direction du nord-est et possède un plateau d'une superficie de 34 km2.
La première ascension connue est celle du botaniste Charles de L'Écluse en 1575[réf. nécessaire].